# Yves Vergeer
Yves Vergeer (Warmond, december 2000) is een Nederlands langebaanschaatser uit Warmond en opgegroeid in Noordwijk aan Zee.
Vergeer won in 2019 een zilveren medaille op de 5000 meter op het WK junioren. Hij is in 2020 definitief overgestapt van marathonteam Okay Fashion & Jeans naar langebaanploeg Team IKO.

## Persoonlijk
Vergeer is zoon van Pascal Vergeer, oud-wielrenner, marathonschaatser en ploegleider van marathonploeg SOS-Kinderdorpen.

## Persoonlijke records

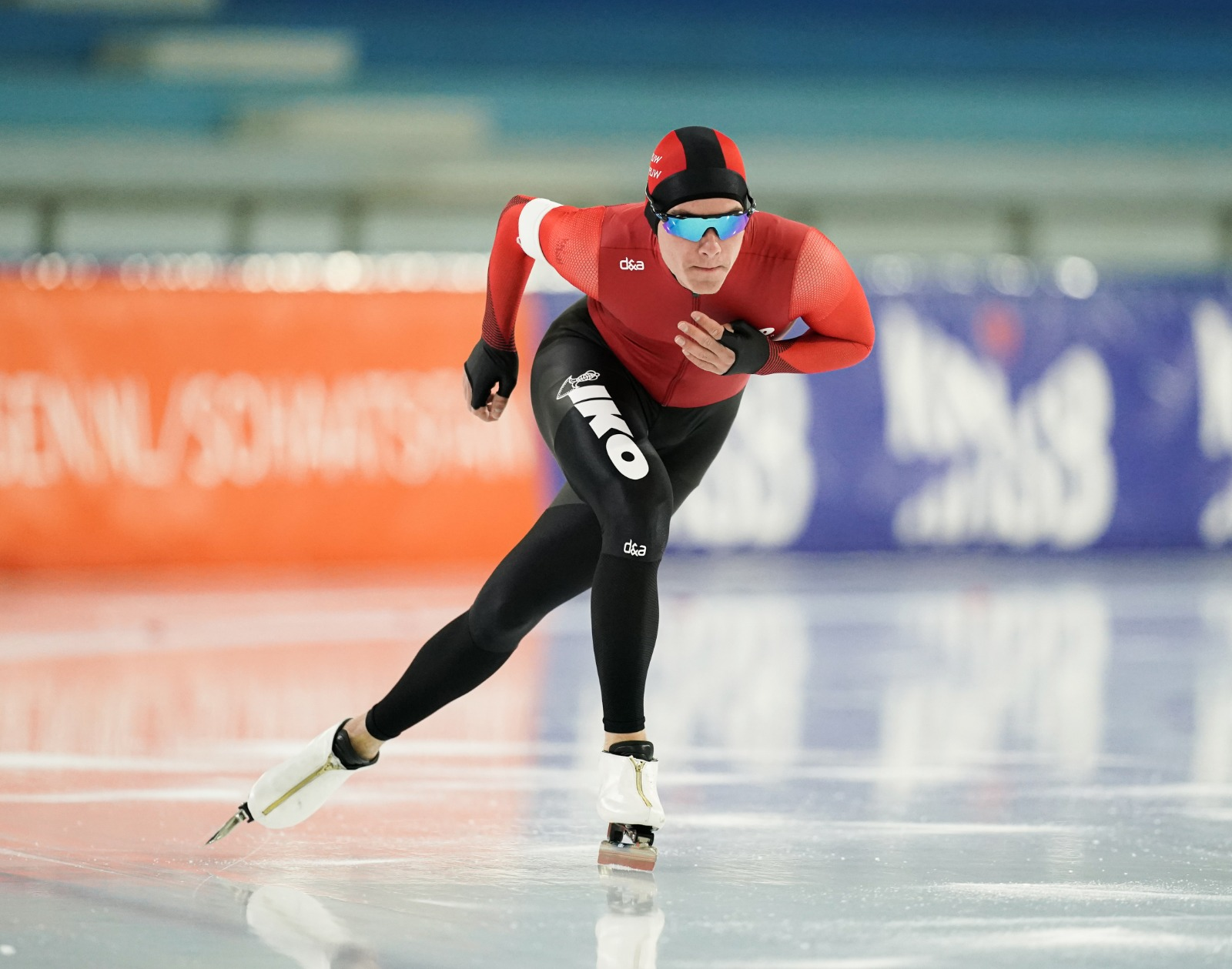
Yves Vergeer

| Afstand      | Tijd     | Datum             | Baan       |
| ------------ | -------- | ----------------- | ---------- |
| 500 meter    | 37,03    | 21 november 2020  | Heerenveen |
| 1000 meter   | 1.11,36  | 20 december 2021  | Heerenveen |
| 1500 meter   | 1.47,25  | 30 oktober 2021   | Heerenveen |
| 3000 meter   | 3.44,38  | 25 september 2021 | Heerenveen |
| 5000 meter   | 6.27,92  | 28 oktober 2022   | Heerenveen |
| 10.000 meter | 13.27,67 | 30 oktober 2022   | Heerenveen |

(laatst bijgewerkt: 30 oktober 2022)

## Resultaten
| Jaar | NK Afstanden                       | NK allround             | WK Junioren                  |
| ---- | ---------------------------------- | ----------------------- | ---------------------------- |
| 2019 |                                    |                         | 43e 500m 21e 1500m 11e 5000m |
| 2020 |                                    |                         | 5000m · 27e massastart       |
| 2021 |                                    | NC9 (6e, 14e, 8e, -)    |                              |
| 2022 | 15e 1500m 15e 5000m 19e massastart |                         |                              |
| 2023 |                                    | NC14 (12e, 17e, 11e, -) |                              |
| 2024 | 3e massastart                      |                         |                              |
| 2025 | 17e 1500m 15e 5000m 5e massastart  | NC13 (9e, 13e, 7e, -)   |                              |